# استفانو پیولی
استفانو پیولی (ایتالیایی: Stefano Pioli؛ (زادهٔ ۲۰ اکتبر ۱۹۶۵) بازیکن پیشین و سرمربی کنونی فوتبال اهل ایتالیا است. او هم اکنون هدایت باشگاه فوتبال فیورنتینا را برعهده دارد.
او تاکنون در تیم‌های بولونیا، کیه‌وو، سالرنیتانا، مودنا، پارما، گروستو، پیاچنزا، ساسوئولو، کیه‌وو، پالرمو، بولونیا، لاتزیو، اینتر میلان و فیورنتینا مربیگری کرده است.
او در سال ۲۰۱۶ پس از اخراج فرانک دی بوئر مربی اینتر میلان شد و تنها چند هفته مانده به پایان فصل از سمت خود اخراج شد.
وی در سال ۲۰۱۷ سرمربی فیورنتینا و در سال ۲۰۱۹ مربی میلان شد.پیولی اوایل حضورش در میلان نتایج راضی کننده ای در میلان نداشت اما رفته رفته در نیم فصل دوم با شیوع ویروس کرونا و تعطیلی ۳ ماهه لیگ، تیم با نتیجه ای فوق‌العاده لیگ را به پایان رساند و پیولی و شاگردانش علی‌الخصوص زلاتان بسیار ستایش شدند و نوید ظهور میلان فوق‌العاده سالیان گذشته را دادند. او در فصل ۲۰۲۰–۲۰۲۱ میلان را به نایب قهرمانی سری آ ایتالیا رساند.
او باشگاه میلان را در سری آ ۲۲–۲۰۲۱ بعد از ۱۱سال به قهرمانی در سری آ رساند. همچنین میلان موفق شد به همراه پیولی بعد از ۱۶سال به نیمه نهایی لیگ قهرمانان اروپا ۲۳–۲۰۲۲ راه پیدا کند. او یکی از موفق‌ترین سالهای مربی گری اش را در میلان گذراند.